# Луненбург (Вирџинија)
Луненбург (енгл. Lunenburg) насељено је место без административног статуса у америчкој савезној држави Вирџинија.

## Демографија
По попису из 2010. године број становника је 165.
| Група             | 2000.    | 2010.       |
| Белци             | 0 (0,0%) | 119 (72,1%) |
| Афроамериканци    | 0 (0,0%) | 39 (23,6%)  |
| Азијати           | 0 (0,0%) | 0 (0,0%)    |
| Хиспаноамериканци | 0 (0,0%) | 2 (1,2%)    |
| Укупно            | 0        | 165         |